# Bobakmarmot
De bobakmarmot, steppemarmot of bobak (Marmota bobak) is een soort marmot uit de familie der eekhoornachtigen (Sciuridae) en komt voor op de steppen van Kazachstan, Rusland en het oosten van Oekraïne. De wetenschappelijke naam van de soort werd voor het eerst geldig gepubliceerd door Philipp Ludwig Statius Müller in 1776.

## Kenmerken
De bobakmarmot heeft een lichte zandkleurige vacht, die donkerder is op de rug en aan de staartpunt. Er zijn enkele geheel zwarte individuen. De vacht is dunner dan die van de Alpenmarmot (Marmota marmota). De oren zijn vrij klein. De Bobakmarmot wordt 49 tot 58 centimeter lang en 3 tot 7,5 kilogram zwaar. De staart is 11 tot 15 centimeter lang.

## Verspreiding en leefgebied
De bobakmarmot leeft in de velden, steppen en halfwoestijn in het oosten van Oekraïne, Rusland tot Noord- en Centraal-Kazachstan. Vroeger kwam hij verder naar het westen voor, tot in Hongarije, Polen en in zuidoost Wit-Rusland. In de negentiende eeuw kwam hij nog voor in West-Oekraïne, tot aan de Proet. Doordat veel steppegebied in de loop der jaren in cultuur is gebracht, stierf de soort hier echter uit. Tegenwoordig ligt de westgrens van zijn verspreidingsgebied verder naar het oosten, in Oost-Oekraïne.

## Leefwijze
Het is een dagdier. Overdag gaat de bobak op zoek naar voedsel, als grassen, kruiden, plantenwortels, bladeren, vruchten, zaden, ongewervelden als insecten en vogeleieren.
Hij leeft in kolonies in nabijgelegen diepe, ondergrondse holen. Een hol wordt bewoond door een paartje marmotten, die gezamenlijk het hol graven. De ingang naar het hol is verhoogd tot een hoogte van 0,5 tot 1 meter, waardoor het hol niet overstroomt tijdens een regenbui. De aarde uit het hol wordt om de ingang aangestampt tot over een omtrek van 20 tot 25 meter. In dit gebied wordt alle plantengroei verwijderd.
De torpor, een vorm van winterslaap vindt plaats in de burcht en kan zes tot zeven maanden duren. Voordat de torpor begint, kweekt het dier een vetlaag, die ongeveer dertig procent van het lichaamsgewicht kan beslaan. Het hele gezin slaapt hierbij in één kamer. Tijdens de torpor daalt de lichaamstemperatuur herhaaldelijk tot 4 à 8 °C. Nadat de temperatuur een kritieke waarde heeft bereikt laten ze hun lichaamstemperatuur opnieuw stijgen. Vanaf het moment dat de lichaamstemperatuur weer normaal is vallen de bobakmarmotten weer in slaap. De ademhaling van het dier gaat dan ook achteruit, van zestien keer per minuut tot twee à drie keer per minuut. Het verlagen van de lichaamstemperatuur zorgt ervoor dat ze energie besparen. Begin april ontwaakt de bobakmarmot, waarna hij het hol schoonmaakt en overtollige aarde verwijderd wordt.

## Voortplanting
In de lente is de paartijd. De paring vindt meestal vlak na het ontwaken uit de winterslaap plaats. Soms vindt de paring al in het hol plaats. Het vrouwtje blijft dan in het hol tot de jongen geboren zijn. Een vrouwtje kan twee tot drie worpen per jaar krijgen. De draagtijd duurt 40 tot 42 dagen. De bobak krijgt twee tot vijf, maximaal twaalf jongen per worp, die worden geboren in een ondergrondse kamer. De helft van de jongen haalt de winter niet. Soms vindt er een bevolkingsexplosie plaats. In gevallen van overbevolking daalt het aantal worpen per jaar.